# Jean Bruce
Pour les articles homonymes, voir Bruce et Brochet.
Œuvres principales
- Tous les romans de la série littéraire OSS 117

Compléments
- Conjointe : Josette Bruce
- Enfants : François et Martine Bruce

Jean Alexandre Brochet, dit Jean Bruce, est un écrivain français né le 22 mars 1921 à Paris et mort accidentellement le 26 mars 1963 à Épinay-Champlâtreux,.
Il est connu pour être l'auteur des aventures de l'agent secret Hubert Bonisseur de La Bath, alias « OSS 117 », narrées dans la série littéraire du même nom et dont de nombreuses aventures ont été adaptées au cinéma à partir des années 1960.

## Biographie

### Jeunesse, carrières professionnelles et inspirations
Son enfance et sa jeunesse se passent à Aillières (Sarthe), où ses parents sont restaurateurs.
Après ses études secondaires, Jean Bruce est formé à l'École nationale supérieure de la Police. Juste avant la guerre, il entre dans une brigade de la Commission internationale de police criminelle, prédécesseur de l'actuel Interpol.
Au début de la seconde guerre mondiale, il s'engage dans l'aviation et devient pilote à 17 ans[Information douteuse] avant de devenir un membre actif de la Résistance intérieure. Il rencontre, lors de la libération de la ville de Lyon, William Leonard Langer, véritable agent de l'OSS, portant le matricule 117.
Après la guerre, il exerce de nombreux métiers, devenant tour à tour employé de mairie, acteur dans une troupe ambulante, imprésario, agent d'un réseau de renseignements[Lequel ?], inspecteur à la Sûreté, joaillier, secrétaire d'un maharadjah.
Il commence à écrire des romans policiers vers 1949. Ses différentes occupations et un tour du monde réalisé en « un peu plus de quatre-vingts jours » lui permettent de rédiger avec réalisme le contexte des aventures d'OSS 117. Tous ces romans sont axés autour d'un événement authentique et comportent des sous-entendus érotiques, dont il est lui-même friand,. Le 15 août 1949, parait le premier numéro de la collection Spécial Police des Éditions du Fleuve Noir sous le titre : Tu parles d’une ingénue !, 224 pages, réédité sous le titre de Ici OSS 117 dans la collection Espionnage du Fleuve Noir n° 103  en 1956. Le succès est immédiat.
Il se consacre alors à l'écriture de la série de romans d’espionnage OSS 117. En 1958 son roman Panique à Wake est récompensé par le grand prix du roman d'espionnage.
Jean Bruce est un auteur très prolifique. Jusqu’à sa mort il écrira 88 « OSS 117 », soit plus de six par an, signe de nombreux autres romans et des articles dans des revues érotiques sous le nom de Jean Alexandre, Joyce Lyndsay et Jean-Martin Rouan, mais aussi sous son véritable nom, une biographie de Saint-Exupéry et deux pièces de théâtre mettant en scène son héros : À bout portant en 1955 et OSS 117 en 1961.
En 1962, il anime sur Europe 1 une émission de théâtre-feuilleton radiophonique d'une durée de 20 minutes, intitulée « OSS 117 raconte », diffusée tous les vendredis et conçue par Louis Rognoni, sous une forme d'enquête et d'interview de l'acteur Jacques-Henri Duval incarnant Hubert Bonisseur de La Bath.
De 1960 à 1963, Jean Bruce dirige la collection Espionnage des Presses de la Cité.

### Mort
Le 26 mars 1963, quittant Paris au volant de sa Jaguar 3.8l MK2 (immatriculée 117 HJ 60) pour rentrer à Chantilly, sur la route nationale 16, au niveau de Luzarches, il percute de plein fouet un camion semi-remorque qui arrivait en sens inverse.

### Postérité
En 1966, Josette Bruce poursuit l'écriture et publie de nouveaux titres de la série mettant en scène Hubert Bonisseur de La Bath.
En 1985, la série est reprise par ses deux enfants, Martine et François Bruce, à la suite d'une procédure menée à l'encontre de Josette Bruce pour atteinte à leurs droits patrimoniaux et moraux. Ils la terminent avant la mort  de Josette Bruce, en 1996.
- Jean Alexandre Brochet dit Jean Bruce (1921-1963), épouse X, puis en secondes noces Josépha Pyrzbyl (1920-1996). Deux enfants :
- (1) François Brochet dit François Bruce (1947) ;
- (2) Martine Brochet dite Martine Bruce (1947).

### Vie privée
Jean Bruce aime passer ses vacances d'hiver à L'Alpe d'Huez et d'été sur la côte d'Azur, faisant aussi de l'équitation ou de la peinture. Amateur de rallyes, et passionné par les voitures de sport, tous ses véhicules auraient été, parait-il, immatriculés  "117".
En 1947, Jean Bruce quitte sa première épouse et mère de son fils, François, pour épouser Josette, la mère de Martine qui vient de naître. Il vit avec Josette Bruce, à la villa Saint-Hubert, avenue du général Leclerc à Chantilly.
Jean Bruce et Josette Bruce sont inhumés au cimetière Saint-Pierre de Chantilly.

## Œuvre

### Romans

#### SérieOSS 117
Œuvres de Jean Bruce dans la série OSS 117 :
- Tu parles d'une ingénue (Ici OSS 117)
- Tous des patates (OSS 117 et Force Noire)
- Une gosse qui charrie (OSS 117 joue le jeu)
- Faut pas s'y fier
- Romance de la mort
- Ne jouez pas avec les filles
- Cadavre au détail
- OSS 117 appelle
- Trahison
- Contact impossible
- Piège dans la nuit
- Une vraie panthère
- Cessez d'émettre
- L'arsenal sautera
- Une poule et des poulets
- Cité secrète
- Vous avez trahi
- Un fromage pour une souris
- L'espionne s'évade
- OSS 117 contre X
- Chasse aux atomes
- Pas une pour racheter l'autre
- Tortures
- Pays neutre
- Alerte
- À qui perd gagne
- Angoisse
- Sous peine de mort
- OSS 117 n'est pas mort
- Bonne Mesure
- OSS 117 répond toujours
- Un sarcophage pour Isa
- Carte blanche pour OSS 117
- OSS 117 top secret
- Ombres sur le Bosphore
- Meurtre sur l'Acropole
- Affaire n°1
- Inch Allah
- Tirez les ficelles
- Cache-cache au Cachemire
- Hara-Kiri
- Les Marrons du feu
- Documents à vendre
- Travail sans filet
- Dernier quart d'heure
- OSS 117 rentre dans la danse
- OSS 117 s'en occupe
- Coup de masse aux Bahamas
- OSS 117 voit rouge
- Noël pour un espion
- Visa pour Caracas
- OSS 117 n'est pas aveugle
- OSS 117 tue le taon
- OSS 117 franchit le canal
- Festival pour OSS 117
- Chinoiseries pour OSS 117
- Plan de bataille pour OSS 117
- Partie de manille pour OSS 117
- Un as de plus à Las Vegas
- Le Sbire de Birmanie
- Atout cœur à Tokyo
- Moche coup à Moscou
- Gâchis à Karachi
- Panique à Wake
- Les secrets font la valise
- Pan dans la lune
- Cinq gars pour Singapour
- Double Bang à Bangkok
- Délire en Iran
- Métamorphose à Formose
- Arizona zone A
- Lila de Calcutta
- Tactique arctique
- Agonie en Patagonie
- Poisson d'avril
- À tuer
- OSS 117 à l'école
- Du lest à l'Est
- Plein gaz pour OSS 117
- OSS 117 préfère les rousses
- OSS 117 prend le maquis
- OSS 117 ? Ici Paris
- Fidèlement vôtre... OSS 117
- Strip-tease pour OSS 117
- OSS 117 au Liban
- Les Espions du Pirée
- Les Monstres du Holy-Loch
- Valse viennoise pour OSS 117
- OSS 117 à Mexico

#### Autres romans
La plupart des autres écrits de Jean Bruce sont des textes érotiques publiés dans des revues du même genre , :

##### JournalVotre mode
- Catherine et son destin

##### Autres premiers récits écrits à la fin desannées 1940
- Trois plumes tachées de sang
- Le Renaud

##### Noire et rouge - La Flamme[Note 3]
- Le Piège à femmes
- Tout, mais pas ça !
- Le Vice dans la peau
- Chair brûlante
- Tentations

##### Stars et Vedettes[Note 4]
- Manque de pot
- Cherchez la femme
- Double Jeu
- Meurtre magique
- Coup fourré
- On ne badine pas avec la mort
- Tiroir secret
- Un peu de chair fraîche
- Le Verre brisé
- Cité interdite
- Dans le bain

##### Paris-Hollywood[Note 4]..
- Esméralda (Joyce Lindsay)
- Viens avec moi… (Joyce Lindsay)
- La Tête à l'envers (Jean-Martin Rouan)
- Pluie (Jean-Martin Rouan)
- La Sévillane (suite) : flamme d'Andalousie (Joyce Lindsay)
- Le Piège à femmes (Joyce Lindsay)
- La Fin du monde
- Perrette et le pot à eau (Joyce Lindsay)
- ...et Eve croque la pomme (Jean-Martin Rouan)
- Reflets (Joyce Lindsay)
- La Sorcière (Joyce Lindsay)
- La Croisière interrompue (Jean-Martin Rouan)
- Fleur des îles (Joyce Lindsay)
- Auto-stop (Jean-Martin Rouan)
- Le Moulin abandonné (Joyce Lindsay)
- Le Crime de la Xe avenue (Joyce Lindsay)
- Le photographe ne travaille pas le dimanche (Jean-Martin Rouan)
- Le premier accroc ne coûte rien (Joyce Lindsay)
- La Bacchanale de Kronenburg (Jean-Martin Rouan)
- Miss Sussex (Joyce Lindsay)
- La Fugue de Greta (Joyce Lindsay)
- L'Inconnue de Bikini (Joyce Lindsay)
- Chair brûlante (Joyce Lindsay)

### Biographie
- Saint-Exupéry, pilote légendaire[Note 5].

### Théâtre
Jean Bruce a écrit deux pièces de théâtre :
- 1955 : À bout portant (comédie policière mise en scène par Robert Manuel et joué au Théâtre de la Potinière, avec Alfred Adam et Frédérique Hébrard).
- 1960 : OSS 117 (créée au Théâtre des Deux-Masques le 20 décembre 1960, mise en scène de Robert Manuel, avec Alain Lionel dans le rôle de Hubert Bonisseur de La Bath).